# 内郷村 (山形県)
内郷村（うちごうむら）は山形県飽海郡にあった村。現在の酒田市南東部、最上川右岸・相沢川左岸にあたる。

## 地理
- 河川：最上川、相沢川、田沢川

## 歴史
- 1889年（明治22年）4月1日 - 町村制の施行により、引地村、竹田村、中牧田村、石名坂村、土淵村、小見村、上北目村、中北目村、相沢村、茗荷沢村、上餅山村、下餅山村の区域をもって発足。
- 1955年（昭和30年）1月1日 - 松嶺町・上郷村と合併して松山町が発足。同日内郷村廃止。